# SVT-40
SVT-40 (rusky Самозарядная винтовка Токарева, образец 1940 года, Samozarjadnaja vintovka Tokareva, Obrazec 1940 goda, často přezdívaná "Světa") je sovětská samonabíjecí puška. Měla být novou standardní puškou Rudé armády, ale její výroba byla omezena v důsledku německé invaze v roce 1941, což po dobu druhé světové války vedlo ke znovuzavedení pušky Mosin-Nagant jako standardní zbraně sovětské pěchoty. Přesto za války našla široké uplatnění jak v Rudé armádě, tak jako kořistní zbraň pro wehrmacht. Po válce Sovětský svaz do služby přijal nové pušky, například SKS a AK-47. 

## Historie
Sověti byli mezi prvními, kdo se pokusil o vývoj samonabíjecí pušky. První taková automatická puška AVS-36 se však moc dobře neosvědčila, a proto se začal hledat její nástupce. Stala se jí samonabíjecí puška SVT-38 (Samozarjadnaja vintovka Tokareva, 1938 – samonabíjecí puška Tokarevova, 1938) od konstruktéra Fjodora Tokareva.
Zavedení zbraně předcházela soutěž konstruktérů Tokareva (SVT-38) a Simonova (zdokonalená AVS-36) Pušky se během soutěže zdály rovnocenné, vítězství Tokareva napomohla jeho osobní známost se Stalinem (Simonova Stalin neznal).

## Výroba

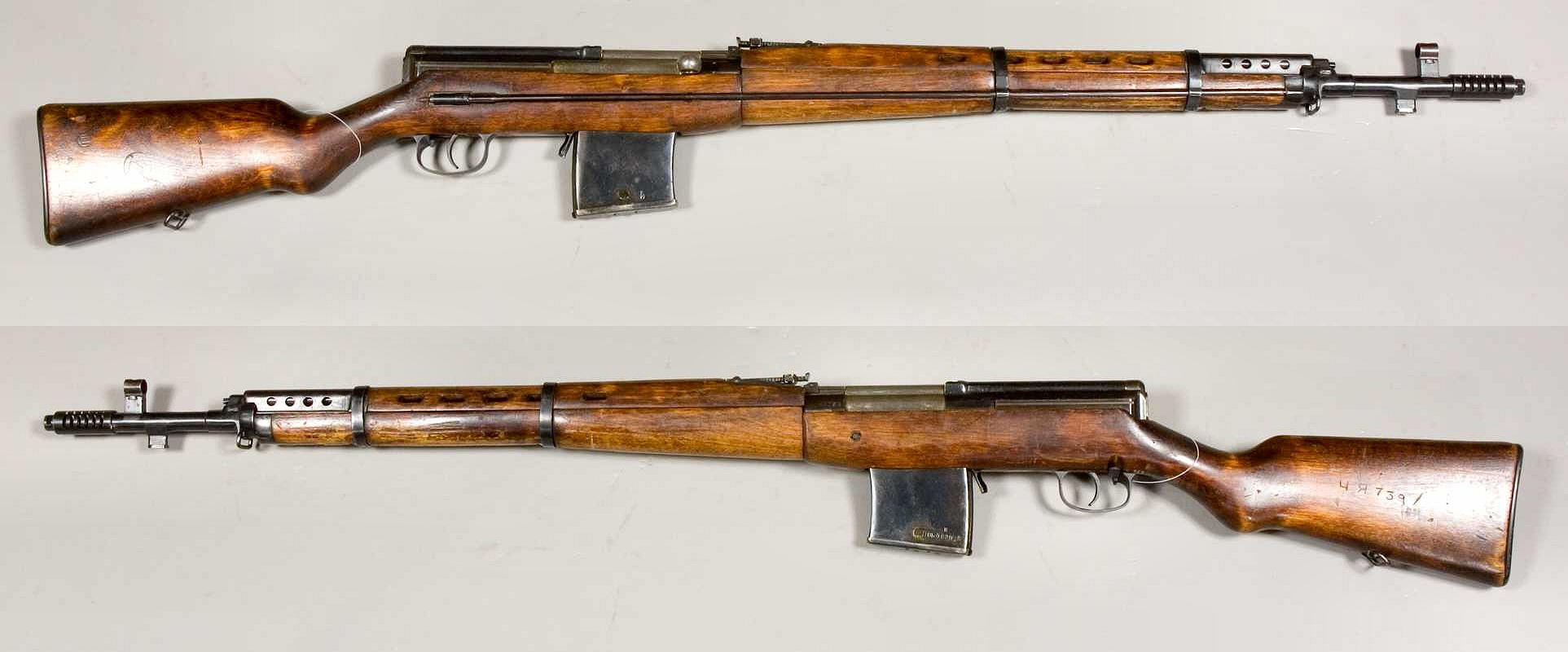
SVT-38

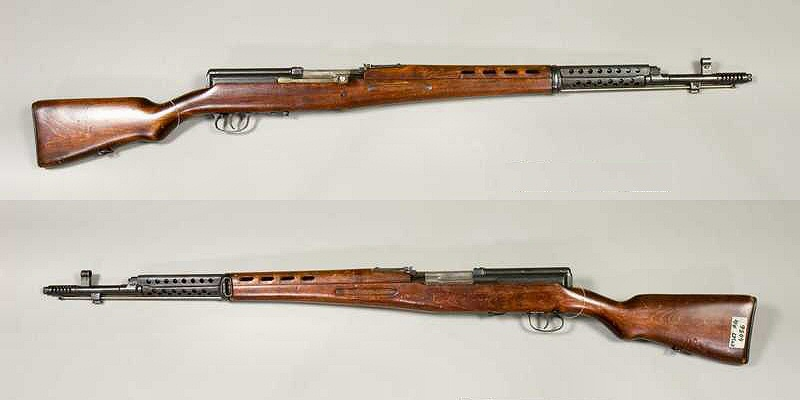
SVT-40 bez zásobníku

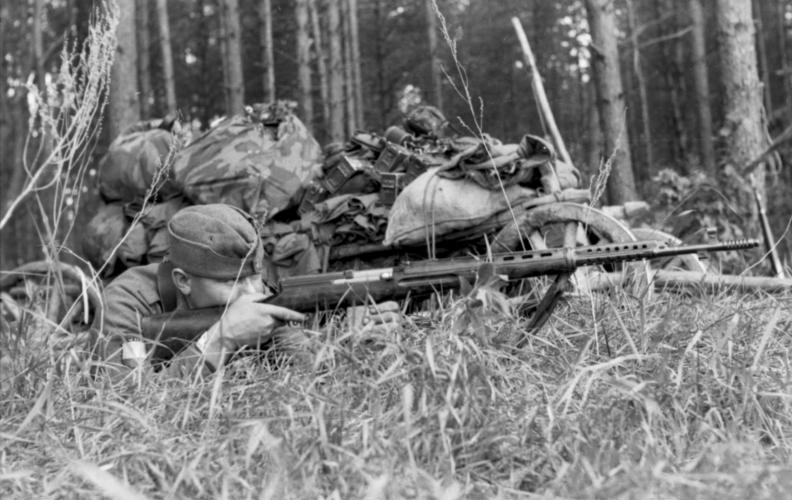
Vlasovec vybavený touto zbraní

V roce 1939 byla zahájena sériová výroba pušky SVT-38. První kus byl zhotoven v Tulské zbrojovce 16. července 1939, montáž prvních menších sérií začala 25. července a od 1. října naběhla sériová výroba. Od roku 1940 začala výroba těchto pušek i v Iževské zbrojovce, kde byly uvolněny kapacity po zastavení výroby pušek AVS-36.
Při návrhu pušky se značné úsilí věnovalo co nejnižší hmotnosti, což mělo za následek přetěžování součástí. Koncepce závěrového mechanizmu s odběrem prachových plynů se celkem osvědčila, zbraň však neustále trápily lomy přetěžovaných součástí. Během sovětsko-finské války na přelomu let 1939–1940 se tyto pušky příliš neosvědčily a bylo dokonce uvažováno o ukončení jejich výroby ve prospěch Simonovovy pušky. Nakonec však Stalin z důvodu plnění plánu vyzbrojování od tohoto záměru ustoupil a dal pokyn ke zdokonalení konstrukce SVT-38.
Proto byla SVT-38 v roce 1940 stažena z výroby a nahrazena SVT-40 se stejným vnitřním uspořádáním, ale robustnější konstrukcí. Tato nová puška měla jednodílnou pažbu namísto dvoudílné, technologicky zdokonaleny a zesíleny funkční části a celkově byla vylehčena o 680 g. Řadu dalších problémů s regulací plynu, zásobníkem a celkově nižší spolehlivostí v bojových podmínkách se napravit nepodařilo. Byla podstatně úspěšnější, trpěla však jako SVT-38 a AVS-36 silným zpětným rázem. Proto se na ústí hlavně montovala úsťová brzda, ale o její účinnosti panovaly pochybnosti.
Výroba SVT-40 začala 1. července 1940. V letech 1940 až 1942 bylo podle sovětských údajů vyrobeno přibližně 1 326 000 pušek SVT-40 a 51 000 odstřelovacích pušek SVT-40. Produkce odstřelovaček SVT-40, jejichž výkony nebyly považovány za dostatečné byla zastavena 1. října 1942. Výroba SVT-40 a AVT-40 pokračovala i v dalších letech, ovšem v podstatně menším měřítku. O definitivním ukončení výroby bylo rozhodnuto 3. ledna 1945. Podle odhadů celkový objem vyrobených pušek SVT-38 a SVT-40 všech verzí nepřekročil počet 2 milionů kusů.
Po vpádu Němců v roce 1941 ukořistili němečtí vojáci velké počty těchto pušek a široce je používali, protože se jim nedostávalo vlastních samonabíjecích pušek. SVT-40 také ovlivnila konstrukci německé pušky Gewehr 43 a byla jednou ze zbraní, kterými se nechal inspirovat Michail Kalašnikov při návrhu své AK-47.

## Konstrukce
Samonabíjecí puška SVT-38 pracovala na stejném principu odběru prachových plynů z hlavně, jako její předchůdce AVS-36. Plynový násadec je umístěn v přední části hlavně. Odběr prachových plynů z hlavně je vybaven regulátorem s několika různými průměry kanálků. Na plynovém násadci je nasazena pohyblivá plynová trubice s dvoudílnou pístnicí. Na její zadní kratší části je navlečena šroubová pružina zajišťující návrat pístu do přední polohy. Mechanizmus byl zjednodušen, uzamykání probíhá vykývnutím závěru prostřednictvím dvou uzamykacích ozubů umístěných v zadní části závorníku. V horní části nosiče závorníku je lůžko pro vratný systém tvořený dvěma vratnými pružinami. Odnímací dvouřadový zásobník má kapacitu celkem 10 nábojů. Spoušťové ústrojí je poměrně jednoduché. Sestává z kladívka, záchytu kladívka, spouště a automatické spouště. Manuální pojistka umístěná v zadní části prostoru lučíku blokuje při zajištění pohyb spouště. Automatická pojistka umožňuje vypuštění kladívka jen v případě, že je závěr uzamčen.
Část pušek SVT-38 a SVT-40 byla vybavena dalekohledem a používala se jako odstřelovací puška.

## Varianty
- SVT-38 – první verze

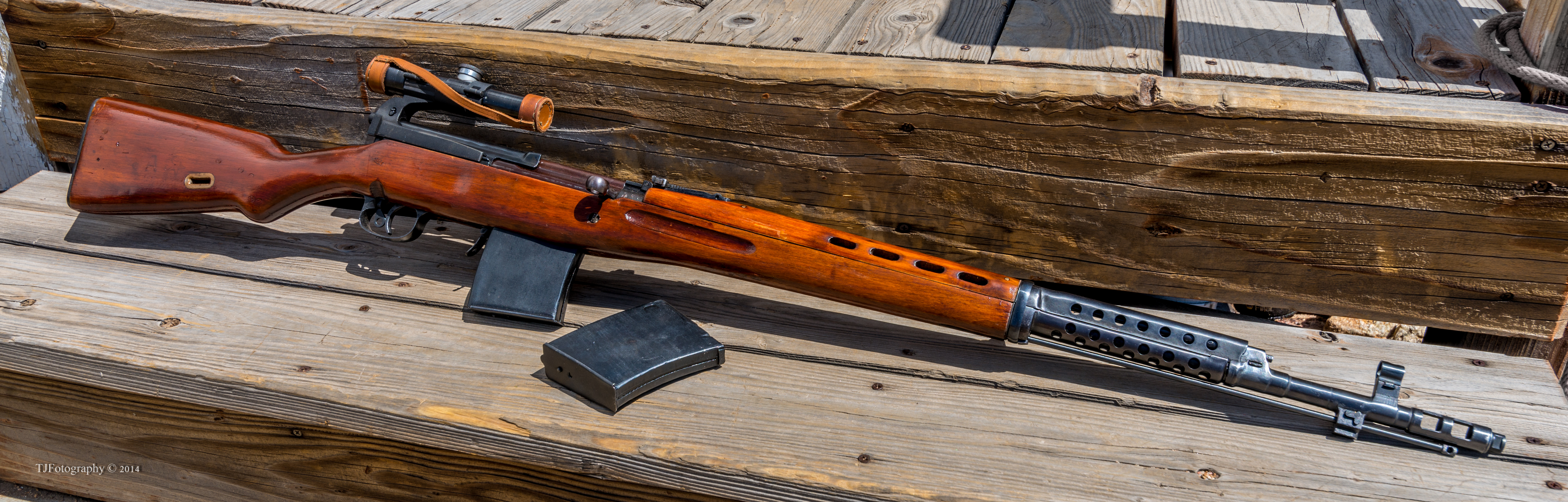
SVT-40 z roku 1941 ze zbrojovky v Tule v původní odstřelovací konfiguraci

- SVT-40 – robustnější verze SVT-38, nejpočetnější
- odstřelovací puška SVT-40 – SVT-40 s puškohledem PU (čtyřnásobné přiblížení)
- AVT-40 – (Avtomatičeskaja vintovka Tokareva, 1940 – automatická puška Tokareva, 1940) Automatická puška na základě SVT-40. Mohla střílet jak jednotlivými ranami, tak dávkou. Výroba zahájená v květnu 1942 probíhala pouze v omezeném rozsahu.
- SKT-40 – (Samozarjadnij karabin Tokareva, 1940 – samonabíjecí karabina Tokarevova, 1940) Samonabíjecí karabina (zkrácená verze SVT-40). Zbraní typu AVT-40 a SKT-40 nebylo vyrobeno mnoho, protože se neosvědčily.